# Marcianne Mukamurenzi
Marcianne Mukamurenzi (ur. 11 listopada 1959) – rwandyjska lekkoatletka specjalizująca się w biegach długodystansowych, olimpijka.
W roku 1987 na igrzyskach afrykańskich zdobyła srebrny medal w biegu na 10 000 metrów. 
W 1988 zajęła pierwsze miejsce w biegu na 10 000 metrów na mistrzostwach Afryki w lekkoatletyce, a rok później trzecie miejsce w tej samej konkurencji. 
Na igrzyskach frankofońskich w 1989 zdobyła złoty medal w biegu na 10 000 metrów i srebrny w biegu na 3000 metrów.
Trzykrotnie reprezentowała swój kraj na igrzyskach olimpijskich. Podczas igrzysk w Los Angeles w 1984 startowała w biegu na 1500 m kobiet i biegu na 3000 metrów, w obu konkurencjach odpadając w eliminacjach. Na igrzyskach w Seulu zajęła 38 miejsce w maratonie, a na igrzyskach w Barcelonie odpadła w eliminacjach biegu na 10 000 m.

## Rekordy życiowe
| Dystans               | Wynik (s) | Miejsce  | Data             |
| --------------------- | --------- | -------- | ---------------- |
| bieg na 1500 metrów   | 4:30.58   | Helsinki | 12 sierpnia 1983 |
| bieg na 3000 metrów   | 8:59.90   | Dijon    | 27 lipca 1991    |
| bieg na 5000 metrów   | 15:58.00  | Reims    | 3 lipca 1992     |
| bieg na 10 000 metrów | 32:27.90  | Reims    | 3 lipca 1991     |
| bieg maratoński       | 2:36:53   | Paryż    | 15 maja 1988     |